# Jules Eytel
Jules Eytel, né le 1er mars 1817 à Vevey et mort le 24 janvier 1873 à Lausanne, est un avocat, un professeur de droit et une personnalité politique suisse,.

## Biographie
De confession protestante, originaire de Stuttgart, puis de Vevey à partir de 1835 (lorsque sa mère se voit accorder la bourgeoisie de la ville), Jules Eytel est le fils de Frédéric Eytel et d'Anne Antoinette Gétaz. Il épouse Marie-Louise-Eleonore Colladon. Après des études de droit à Lausanne et Heidelberg, il obtient son brevet d'avocat en 1840. Il exerce à Lausanne de 1840 à 1862 et de 1863 à sa mort. Il est en outre professeur de droit civil vaudois à l'académie de Lausanne de 1846 à 1849, membre de différents conseils d'administration, dont celui de l'Union vaudoise du crédit de 1864 à 1865 et major dans l'Armée suisse. Franc-maçon, il est l'un des frères fondateurs de la Grande Loge suisse Alpina en octobre 1871,,.

### Carrière politique
Jules Eytel est membre du Parti radical-démocratique. Il participe activement à la Révolution radicale de 1845 et est député au Grand Conseil vaudois de 1845 à 1861. Il y représente l’aile gauche du mouvement révolutionnaire, à la tête de l’Association patriotique, dont il reprend la présidence lorsque Louis-Henri Delarageaz est élu au Conseil d'État. En parallèle, il est député à la Diète entre 1845 et 1847 et Conseiller national du 6 novembre 1848 au 30 novembre 1851. Il s'insurge contre la politique menée par le conseiller fédéral Daniel-Henri Druey contre les réfugiés, notamment par l'intermédiaire de son journal, La Tribune suisse. Après 1848, il prend la tête de l'aile gauche du parti radical vaudois et se dresse contre ses anciens alliés du gouvernement radical, leur reprochant notamment de ne pas avoir tenu les promesses émises lors de la Révolution et critiquant l’autoritarisme du Conseil d’État, son alignement sur les positions du Conseil fédéral et sa mainmise totale sur l’administration. Il est un partisan de la ligne ferroviaire Lausanne-Fribourg-Berne dans le conflit qui oppose entre 1855 et 1857 le canton de Vaud aux villes de Lausanne et Fribourg concernant le tracé de la future ligne entre Genève et Berne et siège dans le conseil d’administration de la ligne. Il profite probablement de cette querelle pour s'allier ensuite avec les libéraux de Paul Ceresole. Profitant du déclin de l'influence des « radicaux gouvernementaux », il lance une révision de la Constitution vaudoise en 1859, dans le but de rééquilibrer les pouvoirs contre un Conseil d’État qu'il juge trop puissant, de réformer la fiscalité et d'assouplir la loi sur la liberté de culte. Le vote du peuple refuse la révision constitutionnelle mais une nouvelle révision est proposée par le gouvernement deux ans plus tard et Jules Eytel est membre, puis vice-président, de l'assemblée constituante. Jules Eytel, à la tête des radicaux de gauche, et les libéraux parviennent à renverser le gouvernement radical en 1862 et Eytel devient ainsi Conseiller d'État dès le 29 janvier 1862 ; il y dirige le département de l'instruction publique et cultes jusqu'à sa démission en 1863, provoquée par une campagne critiquant son esprit centralisateur et son soutien au tunnel ferroviaire du Saint-Gothard, alors que la majorité des vaudois est favorable à celui du Simplon. Il devient alors Conseiller aux États, du 7 juillet 1862 au 1er février 1863, avant d'être réélu au Conseil national du 7 décembre 1863 au 2 décembre 1866. De plus en plus isolé au sein de son parti, il parvient malgré tout à se faire réélire avec l'appui des libéraux le 4 juillet 1870 ; il siégera au Conseil national jusqu'à sa mort,,,.